# Eliot Kid
Eliot Kid est une série d'animation franco-britannique pour la jeunesse en 104 épisodes de 13 minutes diffusée à partir du 9 janvier 2008 sur TF1 dans Tfou, et en Angleterre à partir du 3 mars 2008 sur CBBC. Également disponible sur Disney Channel.
Au Québec, elle a été diffusée à partir du 11 septembre 2010 à Télé-Québecet apres sur Télétoon 9 octobre 2015.

## Synopsis
Eliot, un jeune garçon de 7 ans qui vit dans une famille stéréotypée, a une imagination débordante, que ce soit à l'école, dans la maison, ou chez les invités. Cela le conduit à faire beaucoup de bêtises.

## Personnages
- Eliot Kid : Héros de la série dont l'imagination est sans limite ! Il compte toujours sur Mimi et Kétou mais quand il est seul il arrive à élaborer de petites stratégies.
- Mimi : Copine d'Eliot, qui est aussi sa voisine et sa camarade de classe et elle est amoureuse d' Eliot mais en secret elle devient jalouse quand Eliot part courir après les autres filles
- Kétou : Meilleur ami d'Eliot courageux et il croit toujours ce qu'Eliot raconte sur les monstres et les vampires , etc.
- Gérald Kid : Le père d'Eliot, totalement fantasque et très maladroit.
- Marguerite Kid : La mère d'Eliot, et également maire de la ville.
- Suzie Kid : La grande sœur d'Eliot qui se croit belle et prend son frère pour un bébé.
- Jade : Baby-sitter d'Eliot, complètement dans la lune.
- Lucrèce : Fille dont Eliot est amoureux, une véritable peste. Parfois elle se rapproche d'Eliot juste pour taquiner Mimi.Elle est la plus belle de l’école.
- Brigitte : La maîtresse d'Eliot, elle parle souvent des choses qu'Eliot recherche ou veut savoir, elle est plutôt gentille.
- M. Leon : Directeur de l'école, il donne souvent des punitions à Eliot et ses copains.
- Michel : Ami d'Eliot et ses copains, il est rond, petit, et bégaye souvent.
- Max : L'ennemi juré d'Eliot, il se prend pour le meilleur et ridiculise Eliot.
- Clémentine
- Le ou les Monstres : Pas un épisode où quelque personnage ou objet des plus paisibles ne se transforment en terrible monstre à terrasser !

## Fiche technique
Créée par Didier Julia pour le concept et Aurore Damant pour le graphisme, elle est réalisée par Gilles Cazaux pour la saison 1 et par Gilles Cazaux et Pascal Valdes pour la saison 2. Création des voix, casting et direction artistique de la version anglaise, Matthew Géczy. Casting et direction artistique de la version française Kris Bénard. La musique est de Didier Julia.

## Distribution

### Voix anglaises
- Barbara Scaff : Eliot Kid
- Jodi Forrest : Ketou, Michel, Max
- Christine Flowers : Mimi, Lucrèce, Clémentine
- Leslie Lanker : Suzie Kid
- Matthew Géczy : Gérald Kid, Mr Leon, Monstres, voix additionnelles
- Mirabelle Kirkland : Marguerite Kid, Brigitte, Jade, voix additionnelles

### Voix françaises
- Stéphanie Lafforgue : Eliot Kid
- Dorothée Pousséo : Ketou
- Lou Lévy : Mimi
- Léopoldine Serre : Suzie Kid
- Damien Witecka : Gérald Kid
- Laura Blanc : Marguerite Kid
- Béatrice de La Boulaye : Jade
- Patrice Dozier : M. Léon
- Élodie Menant : Michel
- Marine Boiron : Max
- Dominique Vallée : Clémentine
- Catherine Jacob puis Marion Game : Brigitte
- Bruno Solo, Kris Bénard, Pierre Forest, Bruno Putzulu : voix additionnelles

 Source et légende : version française (VF) sur RS Doublage
- Version française
  - Studio de doublage : SOFI (saison 1), Piste Rouge (saison 2)
  - Direction artistique : Kris Bénard

## Épisodes
1. Mariage impossible (Wedding Impossible)
2. L'attaque des clones
3. La tante Margot (Aunt Margot)
4. Le monstre des lavabos (The Bathroom Monster)
5. La petite souris
6. Igor (Igor)
7. 20 000 lieux sous la piscine
8. Le roi d'Acaria
9. Le grand prix
10. La chambre au trésor
11. Eliot Karaté Kid
12. Eliot est amoureux (Eliot in Love)
13. Un clown à l'hôpital
14. L'ogre Shtroum
15. Le sale jouet
16. Déménagement pour les étoiles
17. Le complot des mousquetaires
18. Le grand Roger
19. La revanche du troisième âge
20. Vue de l'esprit
21. Le nouveau
22. Le végétarien
23. Foudre bleue
24. Hamster Man
25. Pâtisseries rapetissantes
26. Sisou a disparu
27. Le cauchemar d'Eliot (Eliot's Nightmare)
28. La nature est vivante
29. Le grand départ
30. Le fantôme de l'océan
31. Halloween
32. Youki l'extra terrestre
33. Le fils de Pharaon
34. Le loup garou (The Werewolf)
35. Le fantôme blanc (The White Phantom)
36. La révolte des sans culottes
37. Les lutins de Noël (The Christmas Elves)
38. Mission pop corn
39. Barbe verte (Greenbeard)
40. Eliot contre les cacahuètes
41. Le retour du roi
42. Aspirateur conspirateur
43. Mon voisin le yéti
44. Les élections municipales
45. Petit lapin deviendra grad (The Little Bunny That Grew)
46. La vie de château
47. Photo de classe (Class Photo)
48. Vampire vampire
49. Virus code (The Virus Code)
50. Le concours
51. Le bonhomme de neige (Snowman)
52. Le grimoire magique
53. La chasse au fantôme
54. Les glaces Magiques
55. La visite du sénateur
56. Mimi médium
57. Danse avec les vampires
58. Les dents de la moquette
59. Cyber prof
60. La cité enfouie
61. Diabolika
62. Mimi a rétréci (Shrinking Mimi)
63. Eliot the Kid
64. Une odeur monstrueuse
65. Le Prince grenouille (The Frog Prince)
66. Au pays des Vikings
67. Game over
68. Mimi ma muse
69. Eliot superstar
70. Danny le terrible (Dreadfull Danny)
71. Le match du siècle
72. Eliot des bois
73. Cyborg
74. Les dents ont des oreilles (The Teeth Have Ears)
75. Le groupe de rock (The Rock Group)
76. L'appel de la nature
77. Le maître des jouets
78. Le chouchou de M. Léon
79. Le cousin des zantipod
80. La reine des carnivores
81. Skate Park
82. Wanted Paupiette
83. L'ami préhistorique
84. La voiture maudite
85. Iguanazilla
86. Objectif Terre 8
87. Au cœur de la jungle
88. Z le maudit
89. La malédiction de la momie
90. Le dragon de fer
91. Le tapis volant
92. Les arbres se rebiffent
93. Les petites choses
94. Apocalypse mutant
95. Micmac temporel
96. Copains comme cochons
97. Hamsterrifiant
98. La petite Mimi rouge (Little Red Mimi)
99. Le secret de Mimi (Mimi's Secret)
100. Une vie sans Mimi (Life Without Mimi)
101. Eliotus magnificus
102. Mimi la sirène (Mimi the Mermaid)
103. Baba sitter
104. L'invasion des poupix

## Distinctions
La série a été nommée aux Bafta's Awards à Londres en 2008 dans la catégorie "Meilleure série d'animation".